# Mythenteles indica
Mythenteles indica is een vliegensoort uit de familie van de Mythicomyiidae. De wetenschappelijke naam van de soort is voor het eerst geldig gepubliceerd in 1917 door Brunetti, oorspronkelijk geplaatst in het geslacht Empidideicus.